# Cominazzo (famiglia)

## Biografia
Cominazzo (oppure Cominazzi o Cominassi) è una nota famiglia italiana di armaioli, originaria di Gardone Val Trompia, i cui membri furono attivi dal XVII secolo al XIX secolo. Un ramo si stabilì a Brescia e, presumibilmente, si dedicò alla finitura e alla vendita di armi civili.
I Cominazzo erano maestri di canne, cioè forgiatori di canne per armi da fuoco, e i loro prodotti ottennero un tale successo in Italia e in Europa, che le canne delle loro pistole, chiamate 'lazzarine' (dal nome di uno dei primi capistipiti della dinastia e dal nome di molti suoi eredi), erano molto ricercate per la loro perfezione tecnica e artistica e venivano montate sempre in armi di grande qualità.
Nei musei e nelle collezioni private si conservano spesso armi del XVIII secolo che montano canne lazzarine del secolo precedente, a dimostrazione del pregio e della grande considerazione in cui venivano tenute.

## Storia e componenti
Capostipite della famiglia fu Lazaro, il cui erede si chiamo Lazarino, che troviamo menzionato in numerosi documenti del XVII secolo come uno dei più apprezzati armaioli del tempo e che fu attivo fino al 1645, firmando spesso le sue canne con la scritta 'Lazar Cominaz'.
Alla sua morte l'attività proseguì guidata dai numerosi figli e nipoti, tra i quali si misero in evidenza Fortunato (1634-1696), che realizzò armi di notevole pregio.
Emigrati a Torino per cause politiche, i Cominazzo si impegnarono al servizio del re Vittorio Amedeo II di Savoia e rientrarono in Val Trompia solamente intorno al 1720.
Da questa data lavorarono a Gardone fino alla fine del XIX secolo.
Le armi da fuoco realizzate dai Cominazzo e conservate nei vari musei sono considerate tra le migliori per la perfezione tecnica, la leggerezza e l'eleganza della ornamentazione delle canne, magistralmente incise, cesellate ed egeminate, nonché per la splendida decorazione delle casse eseguite dai maestri archibugiari ed incassatori che lavoravano con loro.